# Sycozoa arborenscens
Sycozoa arborenscens är en sjöpungsart som beskrevs av Hartmeyer 1912. Sycozoa arborenscens ingår i släktet Sycozoa och familjen Holozoidae. Inga underarter finns listade i Catalogue of Life.